# Klaus Barkowsky
Klaus Dieter Barkowsky (* 4. Oktober 1953 in Hamburg; † 25. April 2023 in Hamburg-Altona-Altstadt), auch bekannt als „Lamborghini-Klaus“, kurz „Lambo-Klaus“, oder „der schöne Klaus“, war ein Zuhälter auf St. Pauli und bildender Künstler in Altona.

## Ausbildung zum Seemann
Aufgewachsen und zur Schule gegangen ist Barkowsky in Hamburg-Blankenese. Anschließend besuchte er als Jugendlicher die Seemannsschule in Hamburg-Finkenwerder und fuhr zwei Jahre mit einem Schulschiff zur See. Mit 20 Jahren arbeitete er in einer Bar auf der Reeperbahn, deren Geschäftsführer er nach ein paar Monaten wurde.

## Einstieg in die Zuhälterei

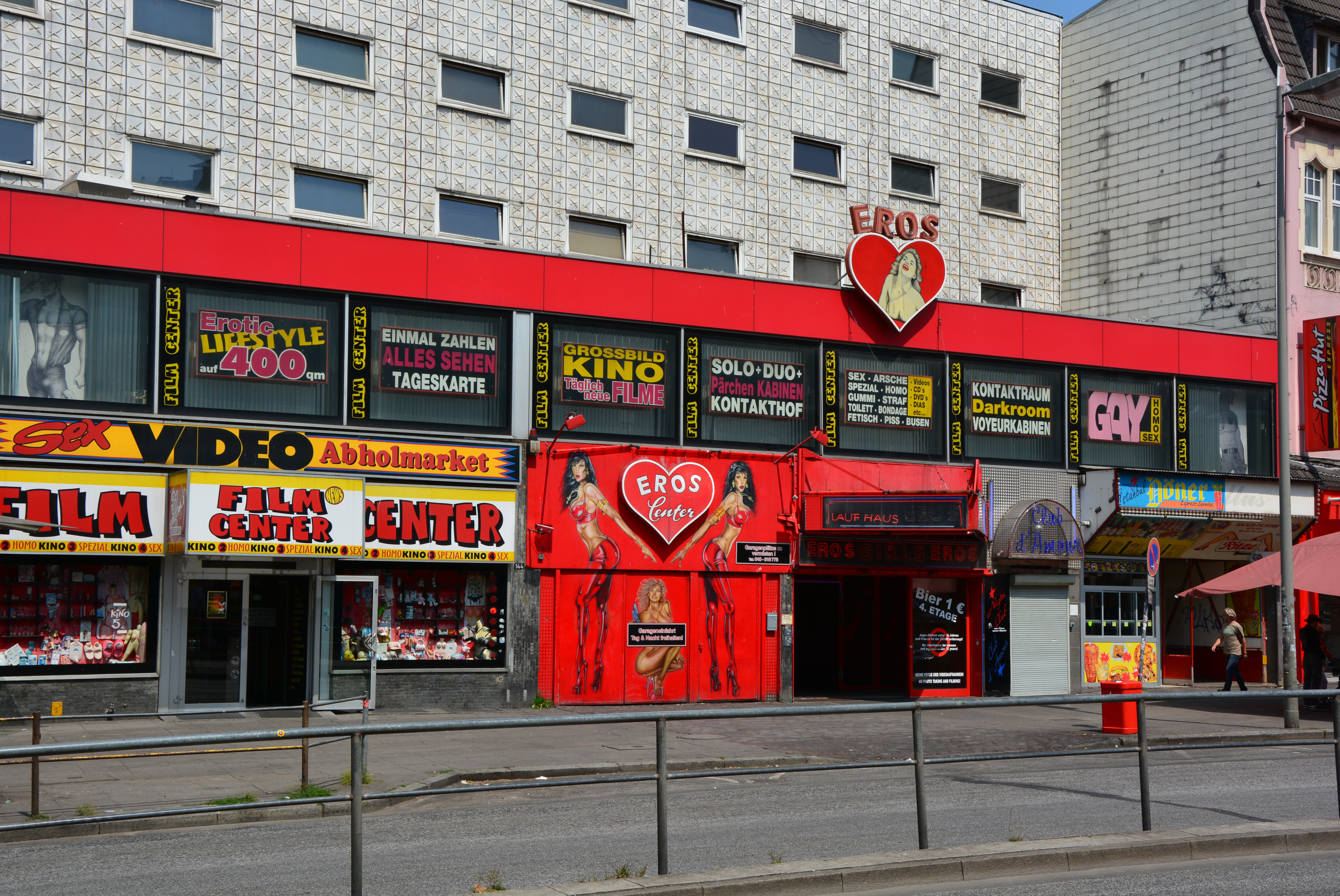
Eros-Center, St. Pauli (2013)

In den 1970er Jahren fungierte Barkowsky zunächst als Poussierer im Hamburger Rotlichtmilieu, eignete sich den Nachtjargon an und stieg zu einer Kiez-Größe auf. Am Anfang mietete er drei Etablissements im Laufhaus „Eros-Center“ an, das im Jahr 1967 von Willi Bartels erbaut wurde. Er war zusammen mit Peter Töpfer einer der Gründer und Anführer der „Nutella-Bande“, einer Gruppe von Zuhältern in St. Pauli, insbesondere entlang der Herbertstraße und an der Reeperbahn. Zeitweise hatten bis zu 15 Prostituierte im Dreischichtbetrieb und an Wochenenden für ihn „angeschafft“ und wurden von ihm ausgebeutet. Das verschaffte ihm in Spitzenzeiten Einnahmen von bis zu 10.000 D-Mark täglich. In der SPIEGEL TV-Dokumentation „Die bösen Jungs vom Kiez“ spricht Barkowsky über seinen Aufstieg und Fall als Lude. Die Süddeutsche Zeitung charakterisierte ihn später als einen der einflussreichsten Zuhälter der Reeperbahn in den 1980er Jahren.
Den Spitznamen „Lamborghini-Klaus“ bekam er aufgrund seiner Vorliebe für Luxuswagen dieser Marke. Angeblich soll er zu Beginn der 1970er Jahre mit seinem ersten Auto, einer Corvette, von einem Porsche 911 überholt worden sein und daraufhin ein Auto gesucht haben, mit dem er nie wieder überholt werden könne. Er kaufte zunächst bei Auto Becker einen Lamborghini Miura SV und später von Hubert Hahne einen schwarzen Lamborghini Countach LP 400.
In Charlys Nightbar am Hamburger Berg 29 wurde er am Ostersamstag 1982 von einem österreichischen Zuhälter des Falschspiels bezichtigt und krankenhausreif angeschossen. Danach stieg er aus der Zuhälterei aus. Nachdem in einem Artikel des Hamburger Abendblatts 1986 fälschlich behauptet worden war, Barkowsky sei 1982 erschossen worden, stellte Barkowsky dies in einer Gegendarstellung richtig, bestritt aber zugleich, Mitglied der „Nutella-Bande“ gewesen zu sein.
Vor dem Ausstieg im Jahr 1986 aus der Zuhälterei heiratete Barkowsky eine dänische Millionärin und lebte eine Zeit lang in Miami und London. Im Jahr 1985 wurde seine Tochter und 1991 der erste Sohn geboren. Barkowsky erhielt erstmals 1989 eine Haftstrafe, nachdem er ein Messerwerfen in einem Kiez-Bistro veranstaltet hatte, bei dem er mit einer Klinge eine 21-Jährige in den Rücken traf.

## Als Künstler in Altona

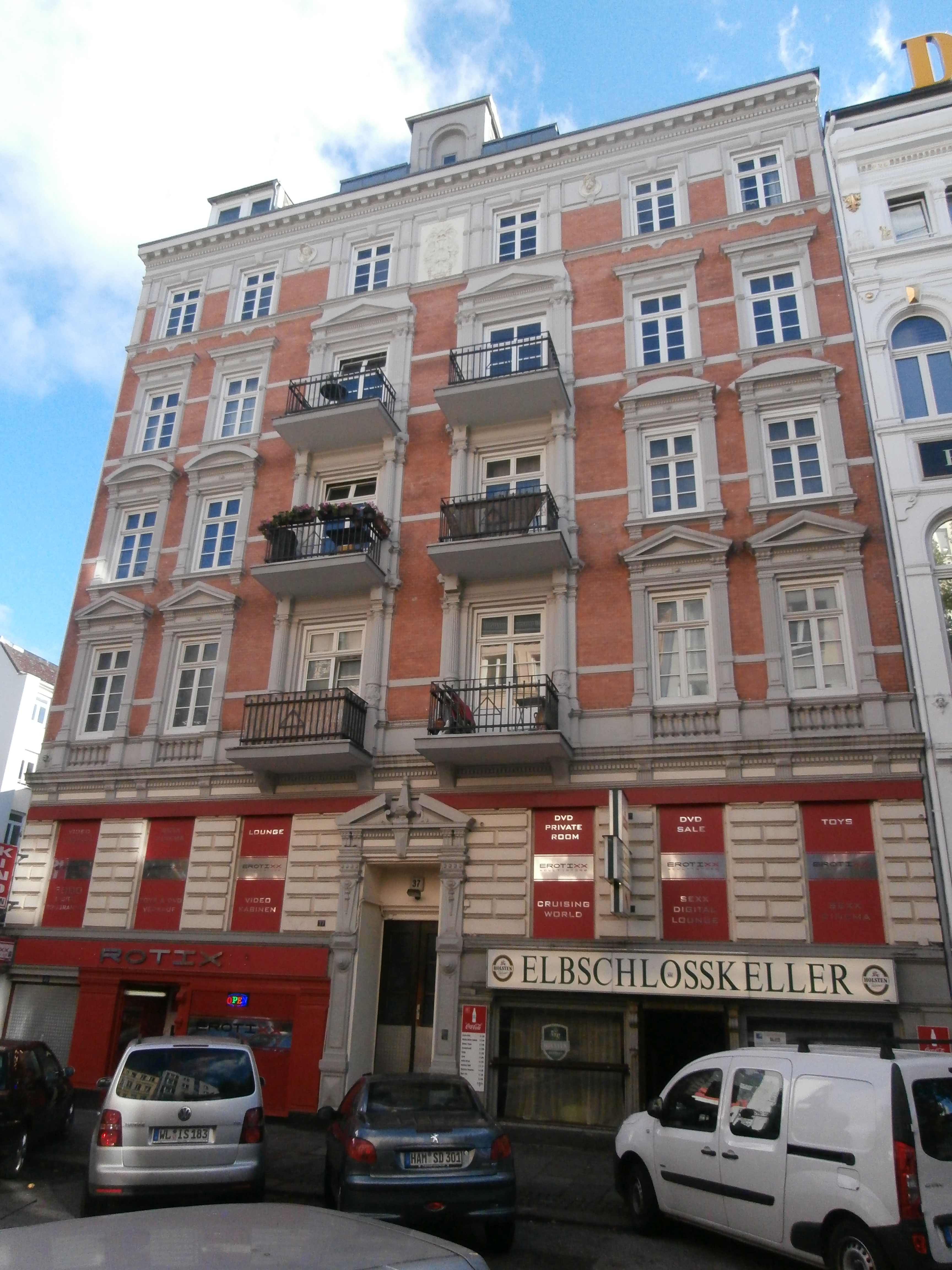
Hamburger Berg mit dem „Elbschlosskeller“ (2013)

Nach der Scheidung kehrte Barkowsky nach Altona zurück und eignete sich als Autodidakt die naive Kunst an. Er arbeitete hauptsächlich mit Acrylfarbe, Pinseln, Schabern, Kämmen, Spachtel und den Handflächen. Er sah seine Malerei dem abstrakten Expressionismus nah. Sein Atelier war in Eimsbüttel im „Medusa-Forum“ des Kronleuchter- und Lampen-Geschäfts in der Gärtnerstr. 48. Im Juli 2007 fand dort die erste Ausstellung von Barkowskys Kunstwerken statt. Im November 2008 lernte er bei einer Veranstaltung im Hotel Atlantic die deutsch-argentinische Fotografin Claudia Tejeda (geb. 1981) kennen, mit der er im Januar 2010, mit 56 Jahren, seinen zweiten Sohn Emiliano Antoni bekam. 2020 gehörte er mit Tejeda zu den Mitbegründern der Künstlergruppe EWIG, mit der er 2021 an einer Wohltätigkeitsausstellung im Hansa-Theater zugunsten der Obdachlosenhilfe teilnahm. Im Januar 2022 wurde gegen Barkowsky ermittelt, weil er unter Alkoholeinfluss am 28. Mai 2021 in der Friedrichstraße und auf dem Hans-Albers-Platz den Hitlergruß gezeigt hatte. In der Verhandlung vor dem Amtsgericht gab Barkowsky zu Protokoll, dass er Schulden in Höhe von 5000,00 €, eine Rente von 170,00 € und die Grundsicherung habe. Barkowsky wurde zu einer Geldstrafe in Höhe von 50 Tagessätzen à 30,00 € verurteilt.
Seit der aktiven Zeit im Milieu hatte Barkowsky mit Alkoholproblemen zu kämpfen und war zeitweise regelmäßig in der Hamburger Szenekneipe Elbschlosskeller auf dem „Hamburger Berg“ anzutreffen. Kokainabhängigkeit, Trunksucht, psychische Störungen, zuletzt mehrmonatige Aufenthalte im Universitätsklinikum Hamburg-Eppendorf und Deprivation führten zum sozialen Abstieg. Barkowsky beging Suizid. Er starb vormittags am 25. April 2023 im Alter von 69 Jahren durch einen Balkonsturz von einem Hochhaus auf die Große Bergstraße. Er hinterließ drei Kinder. Am 12. Mai 2023 fand eine Abschiedsfeier in der Fritz-Schumacher-Halle auf dem Friedhof Ohlsdorf statt. Bei der Trauerfeier sprach Kalle Schwensen. Am 24. Mai wurde dort die Urne im kleinsten Kreis bestattet. Wegen der Verbindlichkeiten schlugen die Erben die Erbschaft aus. Die erbberechtigte Mutter verstarb einige Wochen nach ihrem Sohn in einem Pflegeheim in St. Georg.

## Bilder (Auswahl)
- 01. Bandit, Acryl auf Leinwand, 100 × 70 cm
- 03. Kampf der Giganten, 150 cm × 120 cm
- 04. Der schützende Helm, 70 cm × 50 cm
- 09. Der elektrische Stuhl, Acryl auf Leinwand[24]
- Der Papagei, Acryl auf Malkarton, 56 × 76 cm
- 19. Ohne Titel, Acryl auf Leinwand, 60 cm × 60 cm[1]
- 21. Der Mönch, 70 cm × 50 cm
- Adler über den Pyramiden[1]
- 23. Die drei Gesichter, 120 cm × 40 cm
- 39. Die vier Geschwindigkeiten, 60 cm × 60 cm
- 41. Engel mit Kind, 100 cm × 100 cm
- 58. Fische, 56 cm × 76 cm
- 61. Vogel, 50 cm × 70 cm
- 64. Das Fenster, 56 cm × 76 cm
- 78. Arabische Nächte, 56 cm × 76 cm
- 99. Welcome Kings, 2000–2007, Acrylmischtechnik
- 101. Große Freiheit, 100 cm × 70 cm
- 151. Arche Noah, 100 × 140 cm, Acryl auf Leinwand[24]
- Domenica im Himmel, Acryl auf Leinwand[24]
- 135. Boxer Herbert Nürnberg, 100 cm × 80 cm
- 141. Domenica, EroticArt-Bild, 100 cm × 120 cm
- 149. Die Entscheidung, 100 cm × 80 cm
- Suzaan, 100 cm × 70 cm
- 156. Reeperbahn I, 100 cm × 80 cm
- 100. Reeperbahn IV, 100 cm × 70 cm
- 160. Kairo, 80 cm × 100 cm
- 164. Auf der Reeperbahn nachts um halb eins, 140 cm × 100 cm
- Sex und eins, 100 cm × 70 cm
- Die eiserne Maske, 50 cm × 70 cm
- Die Ente, 100 cm × 80 cm
- EroticArt-Bild[25]

## Ausstellungen (Auswahl)
1. 19. Juli 2007: erste Vernissage im Kronleuchter- und Lampen-Geschäft „Medusa“, Hamburg-Eimsbüttel
2. Jan. 2009: Weinland Waterfront Hamburg-Altona
3. Nov. – Dez. 2009: HASPA, Blutbilder – Prominente und Künstler gegen Krebs, Großer Burstah
4. Febr. 2010: Galerie KAM (Kunsthalle am Michel)[16]
5. Aug. 2020: La Bottega, Colonnaden[24]
6. Aug. – Sept.2021: Hansa-Theater
7. April 2022: Erotic Art Museum Hamburg[26]

## Filmografie
- 1998/99: St. Pauli Nacht (als Darsteller)
- 2020: All the Guest Have Left (als Zwei-Pfennig-Prinz)
- 2022: Die Paten von St. Pauli (zweiteilige Dokumentation auf Arte)[27]

## Verfilmungen
- 2023: Luden, gespielt von Aaron Hilmer

## Musik
In dem Song König der Unterwelt von HipHop-Sängerin Haiyti, der sich auf dem Album Junky von 2023 befindet und zu dem es ein offizielles Musikvideo gibt, beschäftigt sich die Rapperin mit der Person Klaus Barkowsky.